# نيني غار
نيني غار (بالإنجليزية: Nene Gare)‏ (9 مايو 1919، أديلايد في أستراليا - 29 مايو 1994 في أستراليا)؛ رسامة وروائية أسترالية.